# 6792 Akiyamatakashi
6792 Akiyamatakashi (1991 WC) là một tiểu hành tinh vành đai chính được phát hiện ngày 30 tháng 11 năm 1991 bởi M. Akiyama và T. Furuta ở Susono.